# HD 40307 c
HD 40307 cは、がか座の方角に約42光年離れた場所にあるHD 40307の周囲を公転する太陽系外惑星である。ヨーロッパ南天天文台の高精度視線速度系外惑星探査装置（HARPS）を用いて、2008年6月にドップラー分光法で発見された。HD 40307の6つの惑星の中では3番目に大きく、2番目に軌道が小さい。恒星は金属量が比較的低く、原始星の金属量が形成する惑星の種類を決定するという仮説を支持するものとして注目される。

## 発見
HD 40307の周りを公転する他の2つの惑星HD 40307 b及びHD 40307 dと同様に、HD 40307 cは、HD 40307が惑星系の重心の周りを回るときに生じる視線速度の変化を観測することにより発見された。これらの測定は、チリのラ・シヤ天文台にあるHARPSの分光器を用いて行われた。HD 40307星系の惑星の発見は、2008年6月にフランスのナントで行われた天文学会で公表された。

## 軌道と質量
HD 40307 cは、この惑星系で発見された惑星のうち3番目に質量が大きく、少なくとも6.6地球質量である。HD 40307の周囲約0.08auの軌道を9.6日で公転している。発見に使われた視線速度データの分析結果からは、円軌道からの大きな統計的乖離は見られない。
主星のHD 40307は、惑星を持つ恒星としては珍しく金属量が低い。このことが、誕生時の恒星の金属量が、原始星の降着円盤から木星型惑星か地球型惑星のどちらかが形成されるかどうかを決定するという仮説を支持している。

## 特徴
HD 40307 cは直接観測されたことがなく、トランジットはしないとみられる。表面温度、組成、半径等のより詳細な特徴は決定されていない。
HD 40307 cは質量が小さいため、当初は地球型惑星と考えられていたが、2009年末、もしHD 40307 cが地球型惑星だとすると、潮汐加熱により、木星のイオ以上に不安定化するということが示された。ただし、海王星や天王星のような天王星型惑星である可能性は残されている。HD 40307 cは、恐らく準海王星型であると考えられている。
同様の潮汐力により、恒星に近い惑星の大きな衛星は破壊されると予測され、HD 40307 cは衛星を持たないと考えられている。